# FINA Water Polo Development Trophy 2011
La 3ª edizione del FINA Water Polo Development Trophy ha avuto luogo a Dammam, in Arabia Saudita, dal 23 al 29 aprile 2011. Il paese arabo ha ospitato la rassegna per la prima volta, dopo le due edizioni disputate in Kuwait.
La formula del torneo è stata la stessa delle edizioni precedenti. Le 11 squadre partecipanti, tutte presenti su invito della FINA, sono state divise in due gironi in cui si sono affrontate l'una contro l'altra. Terminati i gironi si è proceduto direttamente alle finali: il titolo è stato conteso tra le due squadre prime classificate, il terzo posto tra le seconde e allo stesso modo per le altre posizioni.
Per la seconda edizione consecutiva sono finite sul podio tre nazioni asiatiche. I padroni di casa dell'Arabia Saudita hanno conquistato il loro primo successo internazionale.

## Squadre partecipanti
GRUPPO A
- Antille Olandesi
- Iran
- Kuwait
- Marocco
- Trinidad e Tobago
- Tunisia

GRUPPO B
- Algeria
- Arabia Saudita
- Cile
- Perù
- Qatar[1]
- Singapore

## Fase preliminare

### Gruppo A
|    | Squadra           | Punti | G | V | N | P | GF | GS | Diff |
| -- | ----------------- | ----- | - | - | - | - | -- | -- | ---- |
| 1. | Iran              | 10    | 5 | 5 | 0 | 0 | 69 | 33 | +36  |
| 2. | Kuwait            | 7     | 5 | 3 | 1 | 1 | 57 | 39 | +18  |
| 3. | Trinidad e Tobago | 5     | 5 | 2 | 1 | 2 | 43 | 34 | +9   |
| 4. | Tunisia           | 4     | 5 | 2 | 0 | 3 | 57 | 49 | +8   |
| 5. | Antille Olandesi  | 4     | 5 | 2 | 0 | 3 | 37 | 55 | -18  |
| 6. | Marocco           | 0     | 5 | 0 | 0 | 5 | 30 | 83 | -53  |

- 23 aprile

| ore 12:00 | Kuwait  | 13 - 8 | Antille Olandesi  |
| ore 13:30 | Tunisia | 21 - 8 | Marocco           |
| ore 15:30 | Iran    | 14 - 9 | Trinidad e Tobago |

- 24 aprile

| ore 15:30 | Antille Olandesi  | 10 - 7 | Marocco |
| ore 16:50 | Trinidad e Tobago | 9 - 4  | Tunisia |
| ore 18:30 | Kuwait            | 6 - 7  | Iran    |

- 25 aprile

| ore 12:00 | Marocco | 2 - 13 | Trinidad e Tobago |
| ore 13:30 | Iran    | 15 - 5 | Antille Olandesi  |
| ore 15:30 | Tunisia | 9 - 13 | Kuwait            |

- 26 aprile

| ore 15:30 | Antille Olandesi | 9 - 7   | Trinidad e Tobago |
| ore 16:50 | Kuwait           | 20 - 10 | Marocco           |
| ore 18:30 | Iran             | 14 - 10 | Tunisia           |

- 27 aprile

| ore 12:00 | Tunisia | 13 - 5 | Antille Olandesi  |
| ore 13:30 | Iran    | 19 - 3 | Marocco           |
| ore 15:30 | Kuwait  | 5 - 5  | Trinidad e Tobago |

### Gruppo B
|    | Squadra        | Punti | G | V | N | P | GF | GS | Diff |
| -- | -------------- | ----- | - | - | - | - | -- | -- | ---- |
| 1. | Arabia Saudita | 8     | 4 | 4 | 0 | 0 | 55 | 14 | +11  |
| 2. | Cile           | 6     | 4 | 3 | 0 | 1 | 38 | 34 | +4   |
| 3. | Singapore      | 4     | 4 | 2 | 0 | 2 | 32 | 31 | +1   |
| 4. | Perù           | 2     | 4 | 1 | 0 | 3 | 29 | 40 | -11  |
| 5. | Algeria        | 0     | 4 | 0 | 0 | 4 | 28 | 63 | -35  |

- 23 aprile

| ore 18:30 | Singapore      | 8 - 7  | Perù |
| ore 20:15 | Arabia Saudita | 13 - 6 | Cile |

- 24 aprile

| ore 13:30 | Perù           | 13 - 9 | Algeria   |
| ore 20:15 | Arabia Saudita | 9 - 1  | Singapore |

- 25 aprile

| ore 18:30 | Singapore      | 7 - 8  | Cile    |
| ore 20:15 | Arabia Saudita | 19 - 5 | Algeria |

- 26 aprile

| ore 12:00 | Cile      | 9 - 7  | Perù    |
| ore 13:30 | Singapore | 16 - 7 | Algeria |

- 27 aprile

| ore 16:50 | Algeria        | 7 - 15 | Cile |
| ore 20:15 | Arabia Saudita | 14 - 2 | Perù |

## Finali
- 29 aprile

### 9º posto
| ore 15:30 | Antille Olandesi | 9 - 1 | Marocco |

### 7º posto
| ore 16:50 | Tunisia | 8 - 5 | Perù |

### 5º posto
| ore 18:30 | Trinidad e Tobago | 9 - 8 | Singapore |

### 3º posto
| ore 20:15 | Kuwait | 13 - 5 | Cile |

### 1º posto
| ore 21:30 | Iran | 6 - 7 | Arabia Saudita |

## Classifica finale
| Pos. | Squadra           |
| ---- | ----------------- |
|      | Arabia Saudita    |
|      | Iran              |
|      | Kuwait            |
| 4    | Cile              |
| 5    | Trinidad e Tobago |
| 6    | Singapore         |
| 7    | Tunisia           |
| 8    | Perù              |
| 9    | Antille Olandesi  |
| 10   | Marocco           |
| 11   | Algeria           |